# Ingrid Andree
Ingrid Andree, nata Ingrid Tilly Unverhau (Amburgo, 19 gennaio 1931), è un'attrice tedesca.

## Filmografia parziale

### Cinema
- La morte nell'ombra (Drei vom Varieté), regia di Kurt Neumann (1954)
- Le confessioni del filibustiere Felix Krull (Bekenntnisse des Hochstaplers Felix Krull), regia di Kurt Hoffmann (1957)
- Nient'altro che la verità (...und nichts als die Wahrheit), regia di Franz Peter Wirth (1958)
- Peter Voss il ladro dei milioni (Peter Voss, der Millionendieb), regia di Wolfgang Becker (1958)
- Il resto è silenzio (Der Rest ist Schweigen), regia di Helmut Käutner (1959)
- Amburgo squadra omicidi (Polizeirevier Davidswache), regia di Jürgen Roland (1964)
- Tár úr steini, regia di Hilmar Oddsson (1995)
- Transfer, regia di Damir Lukacevic (2010)